# The Laundromat
The Laundromat és una pel·lícula estatunidenca biogràfica i de comèdia dramàtica de 2019 dirigida per Steven Soderbergh, que compta amb un guió de Scott Z. Burns. És protagonitzada per Meryl Streep, Gary Oldman, Antonio Banderas, Jeffrey Wright, David Schwimmer, Matthias Schoenaerts, James Cromwell, i Sharon Stone.
El film es va preestrenar al Festival Internacional de Cinema de Venècia l'1 de setembre de 2019. Va ser estrenada el 27 de setembre de 2019, abans de publicar-se el 18 d'octubre de 2019 a Netflix.

## Sinopsi
La pel·lícula parla d'Ellen Martin (Streep), les vacances somiades de la qual prenen un tomb equivocat i la porten a un món de tractes tèrbols que poden rastrejar-se fins a un bufet d'advocats de la Ciutat de Panamà. Aquest està dirigit per els socis financerament seductors Jürgen Mossack (Oldman) i Ramón Fonseca (Banderas). En un impactant desenllaç, ella prompte s'adona que la seua situació és una gota en l'oceà entre els milions d'arxius vinculats al tràfic de drogues, l'evasió de capitals, el suborn d'altres empreses il·legals dels líders polítics més rics i poderosos del món.

## Repartiment
- Meryl Streep com a Ellen Martin/ Elena/ D'ella mateixa
- Gary Oldman com a Jürgen Mossack
- Antonio Banderas com a Ramón Fonseca
- Sharon Stone com a Hannah
- David Schwimmer com a Matthew Quirk
- Matthias Schoenaerts com a Maywood
- Jeffrey Wright com a Malchus Irvin Boncamper
- Will Forte com el gringo fumut nº1
- Chris Parnell com el gringo fumut nº2
- James Cromwell com a Joseph David "Joe" Martin
- Melissa Rauch com a Melanie
- Larry Wilmore com a Jeff
- Robert Patrick com el capità Richard Paris
- Rosalind Chao com a Gu Kailai
- Nikki Amuka-Bird com a Miranda
- Nonso Anozie com a Charles
- Amy Pemberton com a Fetching
- Cristela Alonzo com l'agent Kilmer
- Jay Paulson com el pastor Conners
- Charles Halford
- Shoshana Bush com a Rebecca Rubinstein
- Norbert Weisser com un esquiador suís
- Marsha Stephanie Blake com a Vincelle Boncamper
- Veronica Osorio com a Maria